# 15e étape du Tour de France 2020
Pour un article plus général, voir Tour de France 2020.
La 15e étape du Tour de France 2020 se déroule le dimanche 13 septembre 2020 entre Lyon et le Grand Colombier, sur une distance de 175 kilomètres.

## Parcours
Les 100 premiers kilomètres de l'étape sont plats, avant la montée de la Selle de Fromentel (11,1 km à 8,1 % avec un passage à 22 %, 1re catégorie), le col de la Biche (6,9 km à 8,9 %, 1re catégorie). Pour la première fois, le Grand Colombier accueille l'arrivée d'une étape (17,4 km à 7,1 %, hors catégorie).

## Déroulement de la course
Huit coureurs s'échappent, parmi eux, Matteo Trentin remporte le sprint intermédiaire, tandis que Sam Bennett remporte le sprint du peloton devant Michael Mørkøv et Peter Sagan. Jesus Herrada puis Pierre Rolland passent en tête des deux premiers cols de la journée. Les hommes de tête sont repris dans les premières pentes du col du Grand Colombier. Egan Bernal et Nairo Quintana sont lâchés à 13 km de l'arrivée. Guillaume Martin est distancé à 8,7 km du sommet. Malgré une attaque d'Adam Yates à 7,1 km du but, les favoris abordent le dernier kilomètre groupés. Le maillot jaune accélère à 600 m de la ligne, suivi par le maillot blanc, López et Porte. Tadej Pogačar s'impose juste devant Primož Roglič, 5 secondes devant Richie Porte, 8 devant Miguel Ángel López, 15 devant Enric Mas, Sepp Kuss (Jumbo-Visma), Mikel Landa et Adam Yates, 18 sur Rigoberto Urán. Martin concède 3 minutes 25, Quintana 3 minutes 50 et Bernal 7 minutes 20. Roglič possède désormais 40 secondes d'avance sur Pogačar. Derrière, on retrouve cinq coureurs en moins de 45 secondes : Urán, López, Yates, Porte et Landa ont respectivement 1 minute 34, 1 minute 45, 2 minutes 03, 2 minutes 13 et 2 minutes 16 de retard sur le leader. Bernal sort du Top 10, il chute à la 13e place du classement général, à 8 minutes 25 du maillot jaune. Cela profite notamment à Tom Dumoulin, nouveau 10e du classement à 5 minutes 12 de son coéquipier.

## Résultats

### Classement de l'étape
| Classement de la 15e étape | Classement de la 15e étape | Classement de la 15e étape | Classement de la 15e étape | Classement de la 15e étape |
|                            | Coureur                    | Pays                       | Équipe                     | Temps                      |
| -------------------------- | -------------------------- | -------------------------- | -------------------------- | -------------------------- |
| 1er                        | Tadej Pogačar              | Slovénie                   | UAE Emirates               | en 4 h 34 min 13 s         |
| 2e                         | Primož Roglič              | Slovénie                   | Jumbo-Visma                | + 0 s                      |
| 3e                         | Richie Porte               | Australie                  | Trek-Segafredo             | + 5 s                      |
| 4e                         | Miguel Ángel López         | Colombie                   | Astana                     | + 8 s                      |
| 5e                         | Enric Mas                  | Espagne                    | Movistar                   | + 15 s                     |
| 6e                         | Sepp Kuss                  | États-Unis                 | Jumbo-Visma                | + 15 s                     |
| 7e                         | Mikel Landa                | Espagne                    | Bahrain-McLaren            | + 15 s                     |
| 8e                         | Adam Yates                 | Royaume-Uni                | Mitchelton-Scott           | + 15 s                     |
| 9e                         | Rigoberto Urán             | Colombie                   | EF Pro Cycling             | + 18 s                     |
| 10e                        | Alejandro Valverde         | Espagne                    | Movistar                   | + 24 s                     |
| modifier                   |                            |                            |                            |                            |

### Points attribués
| Sprint intermédiaire Le Bouchage (km 58) | Sprint intermédiaire Le Bouchage (km 58) | Sprint intermédiaire Le Bouchage (km 58) | Sprint intermédiaire Le Bouchage (km 58) | Sprint intermédiaire Le Bouchage (km 58) |
| ---------------------------------------- | ---------------------------------------- | ---------------------------------------- | ---------------------------------------- | ---------------------------------------- |
|                                          | Coureur                                  | Pays                                     | Équipe                                   | Point(s)                                 |
| 1er                                      | Matteo Trentin                           | Italie                                   | CCC                                      | 20                                       |
| 2e                                       | Niccolò Bonifazio                        | Italie                                   | Total Direct Énergie                     | 17                                       |
| 3e                                       | Michael Gogl                             | Autriche                                 | NTT Pro Cycling                          | 15                                       |
| 4e                                       | Jesús Herrada                            | Espagne                                  | Cofidis                                  | 13                                       |
| 5e                                       | Kévin Ledanois                           | France                                   | Arkéa-Samsic                             | 11                                       |
| 6e                                       | Simon Geschke                            | Allemagne                                | CCC                                      | 10                                       |
| 7e                                       | Marco Marcato                            | Italie                                   | UEA Emirates                             | 9                                        |
| 8e                                       | Pierre Rolland                           | France                                   | B&B Hotels-Vital Concept                 | 8                                        |
| 9e                                       | Sam Bennett                              | Irlande                                  | Deceuninck-Quick Step                    | 7                                        |
| 10e                                      | Michael Mørkøv                           | Danemark                                 | Deceuninck-Quick Step                    | 6                                        |
| 11e                                      | Peter Sagan                              | Slovaquie                                | Bora-Hansgrohe                           | 5                                        |
| 12e                                      | Bryan Coquard                            | France                                   | B&B Hotels-Vital Concept                 | 4                                        |
| 13e                                      | Kasper Asgreen                           | Danemark                                 | Deceuninck-Quick Step                    | 3                                        |
| 14e                                      | Lukas Pöstlberger                        | Autriche                                 | Bora-Hansgrohe                           | 2                                        |
| 15e                                      | Amund Grøndahl Jansen                    | Norvège                                  | Jumbo-Visma                              | 1                                        |
| modifier                                 |                                          |                                          |                                          |                                          |

| Arrivée d'étape Grand Colombier (km 174,5) | Arrivée d'étape Grand Colombier (km 174,5) | Arrivée d'étape Grand Colombier (km 174,5) | Arrivée d'étape Grand Colombier (km 174,5) | Arrivée d'étape Grand Colombier (km 174,5) |
| ------------------------------------------ | ------------------------------------------ | ------------------------------------------ | ------------------------------------------ | ------------------------------------------ |
|                                            | Coureur                                    | Pays                                       | Équipe                                     | Point(s)                                   |
| 1er                                        | Tadej Pogačar                              | Slovénie                                   | UAE Emirates                               | 20                                         |
| 2e                                         | Primož Roglič                              | Slovénie                                   | Jumbo-Visma                                | 17                                         |
| 3e                                         | Richie Porte                               | Australie                                  | Trek-Segafredo                             | 15                                         |
| 4e                                         | Miguel Ángel López                         | Colombie                                   | Astana                                     | 13                                         |
| 5e                                         | Enric Mas                                  | Espagne                                    | Movistar                                   | 11                                         |
| 6e                                         | Sepp Kuss                                  | États-Unis                                 | Jumbo-Visma                                | 10                                         |
| 7e                                         | Mikel Landa                                | Espagne                                    | Bahrain-McLaren                            | 9                                          |
| 8e                                         | Adam Yates                                 | Royaume-Uni                                | Mitchelton-Scott                           | 8                                          |
| 9e                                         | Rigoberto Urán                             | Colombie                                   | EF Pro Cycling                             | 7                                          |
| 10e                                        | Alejandro Valverde                         | Espagne                                    | Movistar                                   | 6                                          |
| 11e                                        | Peio Bilbao                                | Espagne                                    | Bahrain-McLaren                            | 5                                          |
| 12e                                        | Tom Dumoulin                               | Pays-Bas                                   | Jumbo-Visma                                | 4                                          |
| 13e                                        | Damiano Caruso                             | Italie                                     | Bahrain-McLaren                            | 3                                          |
| 14e                                        | Guillaume Martin                           | France                                     | Cofidis                                    | 2                                          |
| 15e                                        | Harold Tejada                              | Colombie                                   | Astana                                     | 1                                          |
| modifier                                   |                                            |                                            |                                            |                                            |

|   |               | \| \| Coureur \| Pays \| Équipe \| Secondes \| \| - \| ------------- \| --------- \| -------------- \| -------- \| \| 1 \| Tadej Pogačar \| Slovénie \| UAE Emirates \| 10 s \| \| 2 \| Primož Roglič \| Slovénie \| Jumbo-Visma \| 6 s \| \| 3 \| Richie Porte \| Australie \| Trek-Segafredo \| 4 s \| |                |          |
|   | Coureur       | Pays | Équipe         | Secondes |
| 1 | Tadej Pogačar | Slovénie | UAE Emirates   | 10 s     |
| 2 | Primož Roglič | Slovénie | Jumbo-Visma    | 6 s      |
| 3 | Richie Porte  | Australie | Trek-Segafredo | 4 s      |

### Cols et côtes
| Montée de la Selle de Fromentel (km 111) 1re catégorie (11,1 km à 8,1%) | Montée de la Selle de Fromentel (km 111) 1re catégorie (11,1 km à 8,1%) | Montée de la Selle de Fromentel (km 111) 1re catégorie (11,1 km à 8,1%) | Montée de la Selle de Fromentel (km 111) 1re catégorie (11,1 km à 8,1%) | Montée de la Selle de Fromentel (km 111) 1re catégorie (11,1 km à 8,1%) |
| ----------------------------------------------------------------------- | ----------------------------------------------------------------------- | ----------------------------------------------------------------------- | ----------------------------------------------------------------------- | ----------------------------------------------------------------------- |
|                                                                         | Coureur                                                                 | Pays                                                                    | Équipe                                                                  | Point(s)                                                                |
| 1er                                                                     | Jesús Herrada                                                           | Espagne                                                                 | Cofidis                                                                 | 10                                                                      |
| 2e                                                                      | Pierre Rolland                                                          | France                                                                  | B&B Hotels-Vital Concept                                                | 8                                                                       |
| 3e                                                                      | Simon Geschke                                                           | Allemagne                                                               | CCC                                                                     | 6                                                                       |
| 4e                                                                      | Michael Gogl                                                            | Autriche                                                                | NTT Pro Cycling                                                         | 4                                                                       |
| 5e                                                                      | Kévin Ledanois                                                          | France                                                                  | Arkea-Samsic                                                            | 2                                                                       |
| 6e                                                                      | Niccolò Bonifazio                                                       | Italie                                                                  | Total Direct Énergie                                                    | 1                                                                       |
| modifier                                                                |                                                                         |                                                                         |                                                                         |                                                                         |

| Col de la Biche (km 129) 1re catégorie (6,9 km à 8,9%) | Col de la Biche (km 129) 1re catégorie (6,9 km à 8,9%) | Col de la Biche (km 129) 1re catégorie (6,9 km à 8,9%) | Col de la Biche (km 129) 1re catégorie (6,9 km à 8,9%) | Col de la Biche (km 129) 1re catégorie (6,9 km à 8,9%) |
| ------------------------------------------------------ | ------------------------------------------------------ | ------------------------------------------------------ | ------------------------------------------------------ | ------------------------------------------------------ |
|                                                        | Coureur                                                | Pays                                                   | Équipe                                                 | Point(s)                                               |
| 1er                                                    | Pierre Rolland                                         | France                                                 | B&B Hotels-Vital Concept                               | 10                                                     |
| 2e                                                     | Michael Gogl                                           | Autriche                                               | NTT Pro Cycling                                        | 8                                                      |
| 3e                                                     | Jesús Herrada                                          | Espagne                                                | Cofidis                                                | 6                                                      |
| 4e                                                     | Simon Geschke                                          | Allemagne                                              | CCC                                                    | 4                                                      |
| 5e                                                     | Robert Gesink                                          | Pays-Bas                                               | Jumbo-Visma                                            | 2                                                      |
| 6e                                                     | Wout van Aert                                          | Belgique                                               | Jumbo-Visma                                            | 1                                                      |
| modifier                                               |                                                        |                                                        |                                                        |                                                        |

| Col du Grand Colombier (km 174,5) Hors catégorie (17,4 km à 7,1%) | Col du Grand Colombier (km 174,5) Hors catégorie (17,4 km à 7,1%) | Col du Grand Colombier (km 174,5) Hors catégorie (17,4 km à 7,1%) | Col du Grand Colombier (km 174,5) Hors catégorie (17,4 km à 7,1%) | Col du Grand Colombier (km 174,5) Hors catégorie (17,4 km à 7,1%) |
| ----------------------------------------------------------------- | ----------------------------------------------------------------- | ----------------------------------------------------------------- | ----------------------------------------------------------------- | ----------------------------------------------------------------- |
|                                                                   | Coureur                                                           | Pays                                                              | Équipe                                                            | Point(s)                                                          |
| 1er                                                               | Tadej Pogačar                                                     | Slovénie                                                          | UAE Team Emirates                                                 | 20                                                                |
| 2e                                                                | Primož Roglič                                                     | Slovénie                                                          | Jumbo-Visma                                                       | 15                                                                |
| 3e                                                                | Richie Porte                                                      | Australie                                                         | Trek-Segafredo                                                    | 12                                                                |
| 4e                                                                | Miguel Ángel López                                                | Colombie                                                          | Astana                                                            | 10                                                                |
| 5e                                                                | Enric Mas                                                         | Espagne                                                           | Movistar                                                          | 8                                                                 |
| 6e                                                                | Sepp Kuss                                                         | États-Unis                                                        | Jumbo-Visma                                                       | 6                                                                 |
| 7e                                                                | Mikel Landa                                                       | Espagne                                                           | Bahrain-McLaren                                                   | 4                                                                 |
| 8e                                                                | Adam Yates                                                        | Royaume-Uni                                                       | Mitchelton-Scott                                                  | 2                                                                 |
| modifier                                                          |                                                                   |                                                                   |                                                                   |                                                                   |

### Prix de la combativité
- Pierre Rolland (B&B Hotels-Vital Concept)

## Classements à l'issue de l'étape

### Classement général
| Classement général | Classement général | Classement général | Classement général | Classement général |
|                    | Coureur            | Pays               | Équipe             | Temps              |
| ------------------ | ------------------ | ------------------ | ------------------ | ------------------ |
| 1er                | Primož Roglič      | Slovénie           | Jumbo-Visma        | en 65 h 37 min 7 s |
| 2e                 | Tadej Pogačar      | Slovénie           | UAE Emirates       | + 40 s             |
| 3e                 | Rigoberto Urán     | Colombie           | EF Pro Cycling     | + 1 min 34 s       |
| 4e                 | Miguel Ángel López | Colombie           | Astana             | + 1 min 45 s       |
| 5e                 | Adam Yates         | Royaume-Uni        | Mitchelton-Scott   | + 2 min 3 s        |
| 6e                 | Richie Porte       | Australie          | Trek-Segafredo     | + 2 min 13 s       |
| 7e                 | Mikel Landa        | Espagne            | Bahrain-McLaren    | + 2 min 16 s       |
| 8e                 | Enric Mas          | Espagne            | Movistar           | + 3 min 15 s       |
| 9e                 | Nairo Quintana     | Colombie           | Arkéa-Samsic       | + 5 min 8 s        |
| 10e                | Tom Dumoulin       | Pays-Bas           | Jumbo-Visma        | + 5 min 12 s       |
| modifier           |                    |                    |                    |                    |

| Classement par points | Classement par points | Classement par points | Classement par points    | Classement par points |
| --------------------- | --------------------- | --------------------- | ------------------------ | --------------------- |
|                       | Coureur               | Pays                  | Équipe                   | Point(s)              |
| 1er                   | Sam Bennett           | Irlande               | Deceuninck-Quick Step    | 269 points            |
| 2e                    | Peter Sagan           | Slovaquie             | Bora-Hansgrohe           | 224 pts               |
| 3e                    | Matteo Trentin        | Italie                | CCC                      | 189 pts               |
| 4e                    | Bryan Coquard         | France                | B&B Hotels-Vital Concept | 166 pts               |
| 5e                    | Caleb Ewan            | Australie             | Lotto-Soudal             | 158 pts               |
| 6e                    | Wout van Aert         | Belgique              | Jumbo-Visma              | 131 pts               |
| 7e                    | Michael Mørkøv        | Danemark              | Deceuninck-Quick Step    | 112 pts               |
| 8e                    | Julian Alaphilippe    | France                | Deceuninck-Quick Step    | 108 pts               |
| 9e                    | Alexander Kristoff    | Norvège               | UAE Emirates             | 100 pts               |
| 10e                   | Tadej Pogačar         | Slovénie              | UAE Emirates             | 97 pts                |
| modifier              |                       |                       |                          |                       |

| Classement du meilleur grimpeur | Classement du meilleur grimpeur | Classement du meilleur grimpeur | Classement du meilleur grimpeur | Classement du meilleur grimpeur |
| ------------------------------- | ------------------------------- | ------------------------------- | ------------------------------- | ------------------------------- |
|                                 | Coureur                         | Pays                            | Équipe                          | Point(s)                        |
| 1er                             | Benoît Cosnefroy                | France                          | AG2R La Mondiale                | 36 points                       |
| 2e                              | Tadej Pogačar                   | Slovénie                        | UAE Emirates                    | 34 pts                          |
| 3e                              | Primož Roglič                   | Slovénie                        | Jumbo-Visma                     | 33 pts                          |
| 4e                              | Nans Peters                     | France                          | AG2R La Mondiale                | 31 pts                          |
| 5e                              | Marc Hirschi                    | Suisse                          | Sunweb                          | 31 pts                          |
| 6e                              | Pierre Rolland                  | France                          | B&B Hotels-Vital Concept        | 26 pts                          |
| 7e                              | Jesús Herrada                   | Espagne                         | Cofidis                         | 25 pts                          |
| 8e                              | Toms Skujiņš                    | Lettonie                        | Trek-Segafredo                  | 24 pts                          |
| 9e                              | Michael Gogl                    | Autriche                        | NTT Pro Cycling                 | 24 pts                          |
| 10e                             | Quentin Pacher                  | France                          | B&B Hotels-Vital Concept        | 21 pts                          |
| modifier                        |                                 |                                 |                                 |                                 |

| Classement général du meilleur jeune | Classement général du meilleur jeune | Classement général du meilleur jeune | Classement général du meilleur jeune | Classement général du meilleur jeune |
|                                      | Coureur                              | Pays                                 | Équipe                               | Temps                                |
| ------------------------------------ | ------------------------------------ | ------------------------------------ | ------------------------------------ | ------------------------------------ |
| 1er                                  | Tadej Pogačar                        | Slovénie                             | UAE Emirates                         | en 65 h 37 min 47 s                  |
| 2e                                   | Enric Mas                            | Espagne                              | Movistar                             | + 2 min 35 s                         |
| 3e                                   | Egan Bernal                          | Colombie                             | Ineos Grenadiers                     | + 7 min 45 s                         |
| 4e                                   | Valentin Madouas                     | France                               | Groupama-FDJ                         | + 1 h 19 min 37 s                    |
| 5e                                   | Daniel Felipe Martínez               | Colombie                             | EF Pro Cycling                       | + 1 h 23 min 40 s                    |
| 6e                                   | Harold Tejada                        | Colombie                             | Astana                               | + 1 h 33 min 9 s                     |
| 7e                                   | David Gaudu                          | France                               | Groupama-FDJ                         | + 1 h 46 min 19 s                    |
| 8e                                   | Lennard Kämna                        | Allemagne                            | Bora-Hansgrohe                       | + 1 h 48 min 32 s                    |
| 9e                                   | Neilson Powless                      | États-Unis                           | EF Pro Cycling                       | + 1 h 59 min 10 s                    |
| 10e                                  | Marc Hirschi                         | Suisse                               | Sunweb                               | + 2 h 6 min 5 s                      |
| modifier                             |                                      |                                      |                                      |                                      |

| Classement par équipes | Classement par équipes | Classement par équipes | Classement par équipes |
|                        | Équipe                 | Pays                   | Temps                  |
| ---------------------- | ---------------------- | ---------------------- | ---------------------- |
| 1re                    | Movistar               | Espagne                | en 197 h 4 min 16 s    |
| 2e                     | Jumbo-Visma            | Pays-Bas               | + 14 min 50 s          |
| 3e                     | EF Pro Cycling         | États-Unis             | + 26 min 15 s          |
| 4e                     | Bahrain-McLaren        | Bahreïn                | + 37 min 43 s          |
| 5e                     | Trek-Segafredo         | États-Unis             | + 45 min 9 s           |
| 6e                     | Ineos Grenadiers       | Royaume-Uni            | + 53 min 39 s          |
| 7e                     | Astana                 | Kazakhstan             | + 53 min 43 s          |
| 8e                     | AG2R La Mondiale       | France                 | + 1 h 21 min 41 s      |
| 9e                     | Mitchelton-Scott       | Australie              | + 1 h 58 min 50 s      |
| 10e                    | Arkéa-Samsic           | France                 | + 2 h 5 min 40 s       |
| modifier               |                        |                        |                        |

## Abandon
- Sergio Higuita (EF Pro Cycling) : abandon (chute)[1]